# Gare de Rumilly
Gare de Rumilly – stacja kolejowa w Rumilly, w departamencie Górna Sabaudia, w regionie Owernia-Rodan-Alpy, we Francji.
Jest stacją Société nationale des chemins de fer français (SNCF), obsługiwaną przez pociągi Intercités i TER Rhône-Alpes.